# Sutro Tower
Sutro Tower – stalowa, samonośna wieża nadawcza, przeznaczona do transmisji sygnału radiowego, telewizyjnego (również wysokiej rozdzielczości). Jest to jeden z najbardziej znanych obiektów architektonicznych w San Francisco.